# HMS Småland (J19)
HMS Småland (J19) var en jagare i svenska flottan. Fartyget var det andra fartyget i Halland-klassen, där även HMS Halland (J18) ingick. Halland-klassen var den största och mest slagkraftiga jagarklassen som någonsin ingått i den svenska flottan. Småland sjösattes vid Eriksbergs Mekaniska Verkstads AB den 23 oktober 1952 och levererades till Marinen år 1956. Hon moderniserades tre gånger och togs ur tjänst 1979 i Karlskrona. Hon utrangerades 1 juli 1984.
Fartyget ligger idag (2021) vid kaj på Göteborgs Maritima Centrum dit hon överlämnades 1987 och används som museifartyg. Jagaren Småland är det största musealt bevarade örlogsfartyget i Skandinavien.

## Utformning och bestyckning
Småland var 121 meter lång och 12,6 meter bred. Skrovet var utformat med back, det vill säga ett upphöjt fördäck. Från backen och akterut gick en lång överbyggnad vilken gjorde det möjligt för besättningen att nå hela fartyget utan att behöva gå utomhus, och på så vis minimera risken för exponering av radioaktivt nedfall. Till skillnad från tidigare jagartyper, vars överbyggnad var byggda av aluminium, byggdes Halland-klassens av stål. Aluminium gav fartyg en lägre vikt men hade nackdelen att den vid en brand smälter vid en mycket lägre temperatur än stål. För att hålla vikten nere använde man sig på därför av korrugerad plåt i överbyggnaden.
Maskineriet utgjordes av ångpannor och ångturbiner. Två pannor av märket Penhoët levererade ånga med trycket 40 bar och temperaturen 420 grader till två turbiner av märket de Laval. Effekten var totalt 58 000 hästkrafter, vilket gav fartyget en maxhastighet av 37 knop (knappt 65 km/h).
Huvudbestyckningen bestod av två stycken helautomatiska dubbla 12 cm kanoner m/50 som från början riktades från ett centralsikte som senare ersattes ett nytt artilleriradarsikte kopplat till radarn. Sekundärbestyckningen bestod av en dubbel 57 mm och sex enkla 40 mm luftvärnsautomatkanoner. Den förra leddes till en början från ett centralsikte på bryggan och senare av en digital eldledning inrymd i den karaktäristiska radomen över bryggdäck. Torpedbestyckningen bestod av två tubställ med totalt åtta torpedtuber. För ubåtsjakt var fanns en hydrofon inrymd i en dom under förskeppet som kunde föras in i skrovet när hydrofonen inte användes. Då ubåt upptäckts kunde man från två st riktbara fyrställiga lavettage på backdäcket avfyra åtta stycken Bofors 375 mm ubåtsjaktraketer med 100-kilos laddningar 300 – 1 200 meter i ett mönster runt, ovan och under målet. I aktern fanns även en lavett med två startbanor för avfyrning av sjömålsroboten Robot 08.

## Historia

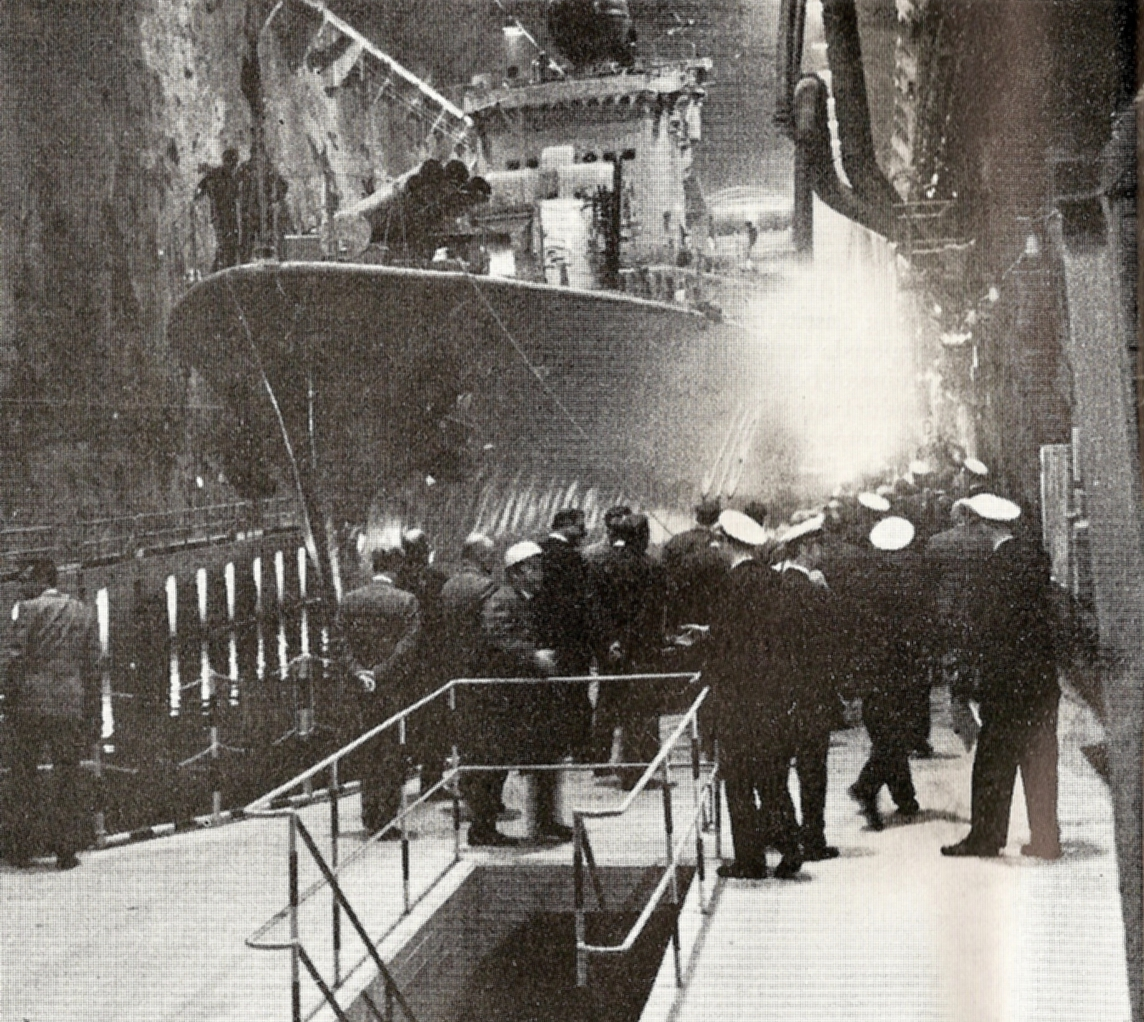
Småland under 1960-talet i en av Musköbasens fartygstunnlar.

Småland byggdes vid Eriksbergs Mekaniska Verkstads AB i Göteborg och sjösattes den 23 oktober 1952 då hon döptes av amiralen Helge Strömbäck. Efter ett utdraget arbete med utrustningsarbete och installation av alla komponenter, levererades fartyget den 12 januari 1956 till Marinen.
Under den första tiden utgjorde Småland tillsammans med systerfartyget Halland en jagardivision. När kryssarna HMS Tre Kronor och HMS Göta Lejon utrangerades i början av 1970-talet var Hallandsklassens fartyg de största och mest slagkraftiga fartygen i den svenska flottan, och sedermera blev de ledarfartyg för var sin jagarflottilj.
Småland togs ur tjänst år 1979 och utrangerades den 1 juli 1984. År 1987 överlämnades hon till Göteborgs Maritima Centrum, där hon fortfarande ligger som museifartyg.
År 2000 spelade det göteborgska hårdrocksbandet Hardcore Superstar in en musikvideo på fartyget där de agerar officerare. Videon nominerades till en Grammis.

## Systerfartyg

HMS Smålands vapen.

- HMS Halland (J18)